# Dezoksicitidin
Dezoksicitidin je dezoksiribonukleozid. On je sličan citidinu, ali sa jednim odstranjenim kiseonikovim atomom.

## Literatura
- Даринка Кораћевић; Гордана Бјелаковић; Видосава Ђорђевић. Биохемија. савремена администрација. ISBN 978-86-387-0622-8.

## Spoljašnje veze
- Deoxycytidine на 